# Alfred Ngeno
Alfred Ngeno (ur. 2 maja 1997) – kenijski lekkoatleta specjalizujący się w biegach długodystansowych.
Dwukrotny medalista mistrzostw świata w biegach przełajowych w Guiyangu (2015). 
Rekord życiowy: bieg na 5000 metrów – 13:22,04 (21 czerwca 2015, Bottrop). 

## Osiągnięcia indywidualne
| Rok  | Impreza                                   | Miejsce | Konkurencja               | Pozycja    | Wynik |
| ---- | ----------------------------------------- | ------- | ------------------------- | ---------- | ----- |
| 2015 | Mistrzostwa świata w biegach przełajowych | Guiyang | bieg juniorów na ok. 8 km | 3. miejsce | 23:54 |